# Contea di Zoigê
La contea di Zoigê (若尔盖县S) è una contea della Cina, situata nella provincia di Sichuan e amministrata dalla prefettura autonoma tibetana e Qiang di Aba.